# Maurice Plantier (homme politique)
Pour les articles homonymes, voir Maurice Plantier et Plantier.
Maurice Plantier est un homme politique français, né le 29 janvier 1921 à Biarritz et mort le 25 janvier 2006 à Paris.

## Biographie
Fils d’Albert Plantier, ancien médecin militaire revenu s’établir dans les Basses-Pyrénées après la première guerre mondiale, Maurice Plantier nait à Biarritz le 29 janvier 1921. Suivant la voie paternelle, il entreprend des études de médecine à Bordeaux.
Durant l’Occupation, il s’engage dans les réseaux de résistance affiliés aux services de renseignement britanniques. Il participe aux combats de la Libération au sein du Corps Franc Pommiès et perd une jambe dans l’explosion d’une mine.
De retour à la vie civile, il termine ses études de médecine tout en militant au sein de l’Union gaulliste, fondée par René Capitant, puis du Rassemblement du peuple français.
En 1951, il s’installe au Cameroun où en 1955 son épouse Yvonne, fille du docteur Eugène Jamot, « vainqueur » de la maladie du sommeil, périt dans un accident d’avion.
C’est au Cameroun qu’il se lance dans le combat électoral. Il se présente aux élections législatives du 2 janvier 1956 dans le premier collège composé des citoyens de statut français et réservé aux électeurs blancs. Candidat apparenté au Rassemblement des gauches républicaines (RGR), il est élu député avec 2632 voix sur 5212 suffrages exprimés.
Il adhère au groupe du RGR qu’il quitte en octobre 1956, reste plusieurs mois non-inscrit avant de rejoindre, en juillet 1957, le groupe des Paysans d’action sociale et rurale. Il intervient essentiellement dans les discussions intéressant la situation du Cameroun, érigé en « Etat sous tutelle » en 1957.
Toutefois, le territoire, en marche vers l’indépendance, n’a plus vocation à être représenté dans la future Assemblée nationale issue de la Constitution d’octobre 1958.
Maurice Plantier regagne la métropole et son département natal des Basses-Pyrénées. Lors des élections législatives de novembre 1958, il se présente comme candidat UNR dans la circonscription de Pau. Son père, Albert Plantier, est alors maire d’Artix, dans la circonscription voisine d’Oloron-Orthez. Maurice Plantier n’arrive qu’en troisième position au premier comme au second tour.
Un an et demi plus tard, en mai 1960, il devient maire d’Artix, succédant à son père, démissionnaire, et en juin 1961, il est élu conseiller général d’Arthez-de-Béarn face au docteur Pierre Maison, maire du chef-lieu de canton.
Lors des élections législatives de novembre 1962, il se déclare à nouveau candidat pour l’UNR dans la circonscription de Pau, mais il est distancé aux deux tours de scrutin par le député CNI sortant Pierre Sallenave qui est réélu.
En février 1964, Maurice Plantier est nommé membre de section du Conseil économique et social, au titre de la section du développement économique et social des pays autres que la France et de la coopération technique. Il devient aussi à cette époque à Paris médecin de la Compagnie urbaine, société d’assurances bientôt rattachée à l’UAP.
N’ayant pas obtenu la création d’une circonscription supplémentaire qui réunirait Orthez et le bassin de Lacq, il se présente pour la troisième fois consécutive dans la circonscription de Pau lors des élections législatives de mars 1967. Une fois encore distancé au premier tour, il se maintient de nouveau au second face au député sortant Pierre Sallenave. Le désistement communiste et la poussée de la gauche permettent alors au candidat de la Fédération de la gauche démocrate et socialiste (FGDS), André Labarrère, de devancer Pierre Sallenave dans un scrutin triangulaire.
À la suite des évènements de mai 1968, la dissolution de l’Assemblée nationale crée un contexte nouveau. Lors des élections législatives de juin 1968, Maurice Plantier décide de se présenter dans la circonscription d’Oloron-Orthez où il exerce depuis plusieurs années ses mandats de maire et de conseiller général. Candidat UDR, il arrive en tête au premier tour face au député radical sortant Guy Ébrard et il l’emporte au second tour avec 53 % des voix.
Dès lors, Maurice Plantier va conforter son implantation dans cette circonscription où il restera conseiller général jusqu’en 1979 et maire d’Artix jusqu’en 1989. Il y participe notamment à la création en 1974 du district de la zone de Lacq, regroupant toutes les communes du bassin industriel, et en assume la présidence jusqu’en 1989.
Il est réélu député au second tour lors des élections législatives de mars 1973 avec 42 % des voix face au socialiste Raymond Elissonde (35 %) et à l’ancien député Guy Ebrard (23 %), candidat du Mouvement réformateur.
Membre du groupe UDR à l’Assemblée nationale, il devient rapporteur spécial de la commission des finances pour le commerce en 1972, puis pour l’équipement de 1973 à 1978. En 1974, il préside la commission d’enquête sur l’énergie en France.
De nouveau candidat aux élections législatives de mars 1978, sous l’étiquette RPR, il l’emporte de justesse au second tour avec 50,7 % des voix face au socialiste Henri Prat. Il est alors nommé secrétaire d’Etat aux anciens combattants dans le gouvernement de Raymond Barre. Dans ces fonctions, il entretient des relations difficiles avec les associations d’anciens combattants qui réclament une revalorisation des pensions et organisent une manifestation nationale de protestation en octobre 1979. Quelques jours après, le budget des anciens combattants est rejeté par l’Assemblée nationale, du fait de l’hostilité ou de l’abstention d’une grande partie du groupe RPR.
Lors de l’élection présidentielle de 1981, Maurice Plantier prend position en faveur du président Valéry Giscard d'Estaing. Aux élections législatives de juin, le RPR ne lui renouvelle pas l’investiture dans la circonscription d’Oloron-Orthez, préférant soutenir son suppléant, devenu député en 1978, Auguste Cazalet. Celui-ci échoue face au socialiste Henri Prat.
Maurice Plantier tente de revenir au Parlement lors des élections sénatoriales de septembre 1983. Il n’arrive qu’en dixième position, pour trois sièges à pourvoir, alors que son ancien suppléant, Auguste Cazalet, investi par le RPR, est élu à une large majorité.
En mars 1989, Maurice Plantier perd la mairie d’Artix, battu par le socialiste Raymond Elissonde à la tête d’une liste d’union de la gauche.
Retiré de la vie politique, il se consacre à l’Association nationale des médaillés de la Résistance française, à la Fondation de la Résistance et à l’Association pour des études sur la résistance intérieure qu’il contribue à créer en 1993.
Il meurt à Paris le 25 janvier 2006.